# تومي موراكي
تومي موراكي (بالإنجليزية: Tumi Morake)‏ (مواليد 22 ديسمبر 1981)، هي كاتبة ومُمثلة وشخصية تلفزيونية جنوب أفريقية.